# Muzeum Zamkowe we Wrocławiu
Muzeum Zamkowe we Wrocławiu (niem.: Schlossmuseum Breslau) – dawne muzeum sztuki i wnętrz pałacowych, które znajdowało się w Pałacu Królewskim  we Wrocławiu, działało w latach 1926–1945.

## Historia
Po upadku Cesarstwa Niemieckiego, Republika Weimarska znacjonalizowała Pałac Królewski we Wrocławiu i w 1918 r. przekazała go władzom miasta. 20 września 1926 r., w przystosowanym do celów muzealnych dawnym Pałacu Królewskim, otwarto Muzeum Zamkowe (Schlossmuseum).
W prawej części skrzydła południowego (obecnie nieistniejącego) urządzono wystawę stałą, poświęconą czasom Fryderyka II. Wystawiano także kolekcje śląskiego szkła artystycznego i ceramiki oraz odlewy żeliwne. Na górnym piętrze prezentowano odrestaurowane wnętrza z okresu baroku, rokoka i klasycyzmu, a także malarstwo i rzeźbę z kolekcji Albrechta Säbischa. W latach 1926–1931 pierwszym dyrektorem muzeum był historyk sztuki Erwin Hintze (1876-1931).
W 1938 r. wojsko przekazało na cele muzealne boczne skrzydła Pałacu, gdzie następnie organizowano czasowe wystawy historyczne, rzemiosła śląskiego oraz sztuki współczesnej. Podczas oblężenia Festung Breslau budynek Muzeum, opróżniony ze zbiorów (które ukryto w obawie przed zniszczeniem), został uszkodzony, a skrzydło południowe w większości spalone i wyburzone około roku 1965. Po odbudowie pozostałych części Pałacu Królewskiego, w latach 1963–1999 działało w nim Muzeum Archeologiczne, a także (do 2004 r.) Muzeum Etnograficzne. Po kompleksowej modernizacji gmachu w 2008 r. ma w nim siedzibę Muzeum Miejskie Wrocławia.